# Los Negrales

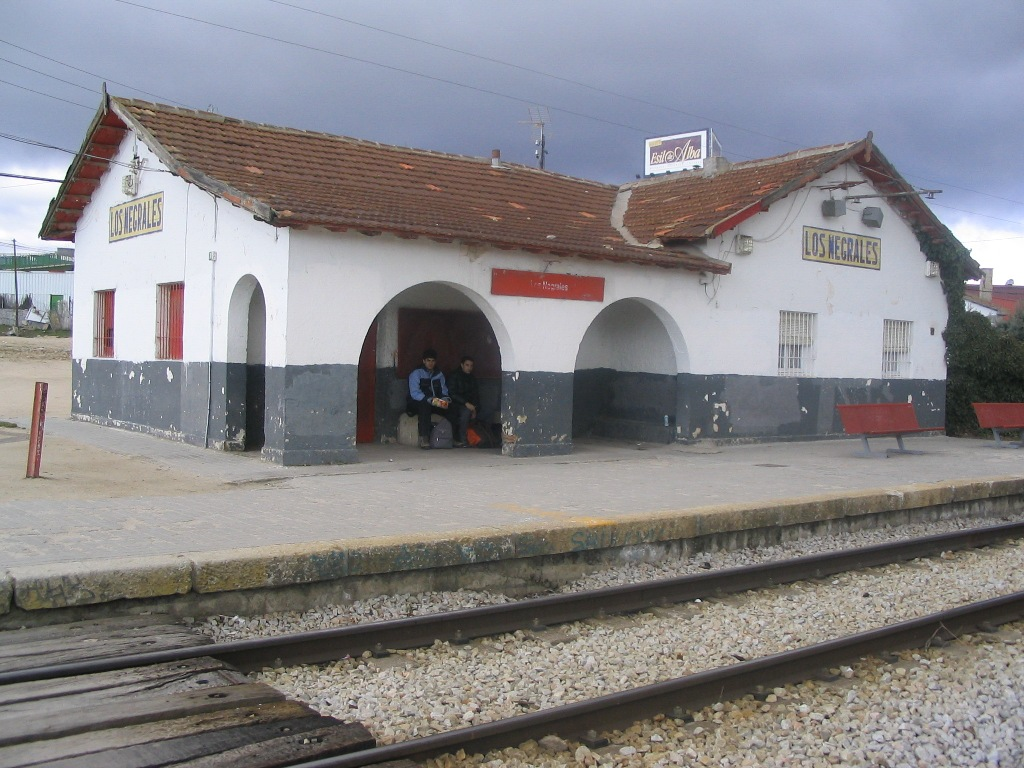
Estación de Los Negrales.

Los Negrales es una localidad situada en los términos municipales de Collado Villalba y Alpedrete. Aunque también por afinidad, comodidad o cercanía se suele asociar zonas residenciales aledañas como pertenecientes a Los Negrales, que se encuentran incluso en otros términos municipales, como son la Colonia Fuentellana y Los Llanos (Alpedrete), la urbanización Grandes Valles 2 y la Colonia Media Luna (Guadarrama) o la finca El Campillo (San Lorenzo de El Escorial)  todos ellos municipios del noroeste de la Comunidad de Madrid (España). El enclave de Los Negrales queda situado en un polígono cuyos límites físicos son la carretera N-VI, o la Cañada Real Coruñesa al norte, la línea férrea Madrid-Segovia al este, el río Guadarrama al sur y la carretera M-510 o la Cañada Real Segoviana al oeste. 
Aunque esté dividido en dos zonas administrativas, Los Negrales configura un área residencial unitaria, constituida en su mayoría por chalets individuales. Las casas más antiguas que se encuentran datan de la primera mitad del siglo XX, y las más modernas son actuales. Gran parte de las viviendas que hay son la segunda residencia de sus propietarios, por tanto, en verano y en periodos vacacionales la población se duplica. Los Negrales está situado cerca de la sierra de Guadarrama y cerca del centro de Collado Villalba, lo que hace que sea un buen lugar para pasar las vacaciones. 
Esta zona residencial se fue formando poco a poco a partir de principios del siglo XX, cuando paulatinamente se fueron construyendo casas. Actualmente quedan pocos solares sin construir. Los Negrales dispone de un equipamiento público considerable (Iglesia parroquial, Colegio Público de infantil y primaria, Colegio Privado concertado, Polideportivo, Hogar de Mayores, Parque municipal, Farmacia). 
Es de destacar también, para un barrio tan pequeño, la fuerte presencia de casas religiosas, entre las que destacan los agustinos (que regentan la parroquia y el colegio privado), las teresianas (con la presencia de los restos del fundador San Pedro Poveda), los claretianos, e incluso de un salón de los Testigos de Jehová.
Los Negrales dispone de servicio de autobús público y tiene una estación de tren de la línea C-8b de Cercanías Madrid llamada Los Negrales, situada en el término municipal de Alpedrete. Además, el barrio está situado cerca del centro urbano de Collado Villalba, lo que facilita mucho las compras y el ocio.
La patrona del barrio es la Virgen del Carmen, en cuya fiesta el 16 de julio los residentes celebran procesión con una imagen guardada en la parroquia, que lleva su nombre.
El nombre de esta zona residencial proviene de un bosque de pino negral que hay cerca.
Su gentilicio es: negralejo